# Andrea Mantovani
Andrea Mantovani (Turijn, 22 juni 1984) is een Italiaans voetballer. Hij begon zijn voetbalcarrière in de jeugd van plaatselijke profclub Torino FC.
Na één seizoen succesvol uitgeleend te zijn aan US Triestina keerde hij in juni 2004 weer terug naar Fc Torino, waar hij na één seizoen bankzitten gecontracteerd werd door zijn huidige werkgever, Chievo Verona.

## Erelijst
- Kampioen Serie B 2007-2008

## Wedstrijden
| Seizoen     | Club          | Land   | Competitie | Wedstrijden | Doelpunten |
| ----------- | ------------- | ------ | ---------- | ----------- | ---------- |
| 2001-2003   | Torino FC     | Italië | Serie A    | 8           | 0          |
| 2003-2004   | US Triestina  | Italië | Serie B    | 39          | 2          |
| 2004-2005   | Torino FC     | Italië | Serie A    | 32          | 1          |
| 2005 - 2011 | Chievo Verona | Italië | Serie A    | 126         | 9          |
| 2011 -      | US Palermo    | Italië | Serie A    | -           | -          |
| Totaal      |               |        |            | 205         | 12         |